# Чинков, Воркадин
Ворка́дин Чинко́в (XVI век — 1612) — один из руководителей повстанцев в Нижегородском крае в период Смутного времени в России. Осенью 1606 — начале 1607 избранные повстанцами Москов, Воркадин и дворянин И.Б.Доможиров руководили многомесячной осадой Нижнего Новгорода . Воркадин Чинков родился в эрзянской семье в с. Тепелёво Старого Березопольского стана Нижегородского уезда, что установлено по данным нижегородских платёжных книг.